# Exyston ater
Exyston ater là một loài tò vò trong họ Ichneumonidae.